# Polyrhachis furcata
Polyrhachis furcata é uma espécie de formiga do gênero Polyrhachis, pertencente à subfamília Formicinae.